# Greve dos caminhoneiros no Brasil em 2018
A greve dos caminhoneiros no Brasil em 2018, também chamada de Crise do Diesel, foi uma paralisação de caminhoneiros autônomos com extensão nacional iniciada no dia 21 de maio, no Brasil, durante o governo de Michel Temer, e terminou oficialmente no dia 30 de maio, com a intervenção de forças do Exército Brasileiro e Polícia Rodoviária Federal para desbloquear as rodovias. Algumas tentativas de continuidade do movimento ainda ocorreram, como a liderada no Distrito Federal pelo caminhoneiro Wallace Landim, alcunhado de "Chorão", mas não tiveram adesão. Os grevistas se manifestaram contra os reajustes frequentes e sem previsibilidade mínima nos preços dos combustíveis, principalmente do óleo diesel, realizados pela estatal Petrobras com frequência diária, pelo fim da cobrança de pedágio por eixo suspenso e pelo fim do PIS/Cofins sobre o diesel. O preço dos combustíveis vinha aumentando desde 2017 e sua tributação representa 45% do preço final, sendo 16% referente ao PIS/COFINS, de competência da União. O preço ao consumidor da gasolina brasileira estava na média mundial na semana da greve, em valores absolutos, enquanto o diesel estava abaixo da média, sendo o segundo mais barato do G8+5, apesar de ser o segundo mais caro na América Latina, ao lado de Paraguai e Argentina.
A paralisação e os bloqueios de rodovias em 24 estados e no Distrito Federal causaram a indisponibilidade de alimentos e remédios ao redor do país, escassez e alta de preços da gasolina, com longas filas para abastecer. Além disso, várias aulas e provas foram suspensas, a frota de ônibus foi reduzida, e voos foram cancelados em várias cidades.
Até o dia 24 de maio, pelo menos cinco cidades no Rio Grande do Sul haviam decretado situação de calamidade pública devido aos desabastecimentos, enquanto outras cidades de quatro estados decretaram estado de emergência, dentre elas São Paulo e Porto Alegre. Desde o início da greve, as ações da Petrobras na B3 caíram 34 por cento, diante da redução do preço do diesel decorrente de negociações, perdendo 137 bilhões de reais em valor de mercado. No dia 25, o governo anunciou o uso das Forças Armadas para desobstruir as rodovias.
A greve e suas repercussões receberam cobertura internacional pela imprensa e dos principais jornais do país. A Anistia Internacional classificou o uso das forças armadas para desbloquear as rodovias como "extremamente preocupante". O ministro da segurança pública, Raul Jungmann, afirmou que o governo investigava a prática de locaute, negada pelos grevistas. No Senado, houve protesto, enquanto centrais sindicais, partidos políticos, e pré-candidatos às eleições presidenciais posicionaram-se a respeito da greve, alguns expressando apoio aos grevistas. Já o ex-ministro Henrique Meirelles afirmou que há um componente político-ideológico no movimento dos caminhoneiros.

## Precedentes

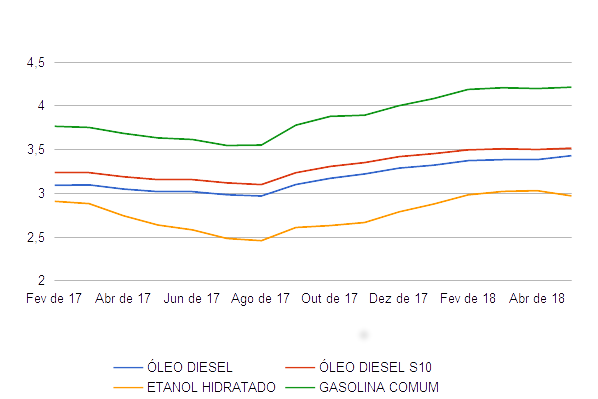
Evolução do preços dos combustíveis entre janeiro de 2017 e abril de 2018, segundo a Agência Nacional do Petróleo, Gás Natural e Biocombustíveis

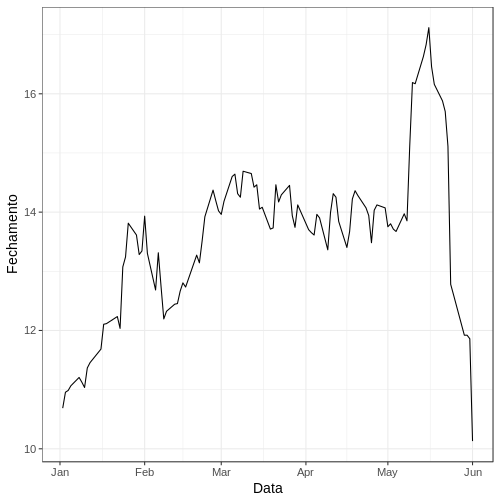
Preço de fechamento das ações da Petrobras, de 1 de Janeiro de 2018 a 1 de Junho de 2018. Desde o início da greve, as ações da empresa chegaram a perder R$137 bilhões em valor de mercado.

Segundo alguns economistas, estaria na origem da greve dos caminhoneiros a atuação do BNDES entre 2009 e 2015 . Na visão de alguns economistas, o Programa BNDES de Sustentação do Investimento (BNDES PSI), que vigorou entre 2009 e 2015, seria o responsável por elevar de maneira artificial a frota de caminhões no país. Este aumento da frota produziu impactos baixistas sobre o preço do frete. Com fretes reduzidos, a classe de caminhoneiros teve dificuldade de absorver os aumentos de custos, como o do preço do diesel.
O preço dos combustíveis vinha subindo no Brasil desde 2017, reflexo da política adotada pela Petrobras de acompanhar as variações internacionais no preço do petróleo - no início de 2016, o barril estava a 30 dólares, já na semana anterior à greve de 2018, atingia 80 dólares. Até 2015, o preço ofertado pela Petrobras era influenciado por decisões do governo, que chegou a determinar a venda a prejuízo para tentar conter a inflação, o que causou prejuízo bilionário à estatal. Aliado a isso ocorreu um aumento do dólar perante o real nas semanas que precederam a greve. Quanto ao impacto tributário no preço dos combustíveis, cerca de 45 por cento do preço final são tributos - 29% estaduais e 16% federais.
Outra paralisação de extensão nacional dos motoristas de caminhão havia ocorrido em 9 de novembro de 2015, tendo como pauta a renúncia de Dilma Rousseff, além da redução do preço dos combustíveis.
Em 21 de maio de 2018, o preço da gasolina praticado no Brasil era igual à média mundial (US$ 1,17) e o diesel era comercializado a 8,4% abaixo do preço médio mundial (US$ 0,98 contra US$ 1,07). Dentre 61 países, ordenados daquele com a gasolina mais barata àquele com a mais cara, considerando apenas o preço médio o Brasil figurava na 22.ª posição em Maio de 2018. Considerando o salário médio, fica em 51.º, e considerando ainda o percentual gasto com gasolina, em 56.º.
No dia 16 de maio, a Confederação Nacional dos Transportadores Autônomos apresentou um ofício ao governo federal pedindo o congelamento do preço do óleo diesel e a abertura de negociações, mas foi ignorada. No dia 18, a organização lançou um comunicado em que mencionava a possibilidade de paralisação a partir do dia 21, o que de fato ocorreu.

## Histórico

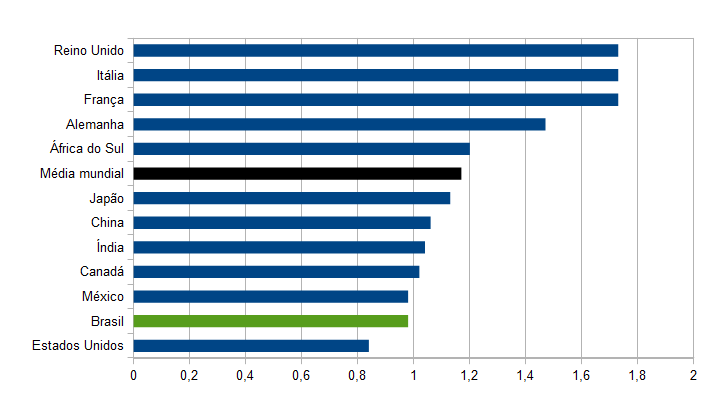
Preço do Diesel em U$ por litro praticado nos países do G8+5 e média mundial no dia 22 de maio de 2018.

A greve teve início na manhã do dia 21 de maio de 2018. No dia 23, a Câmara dos Deputados aprovou o corte do PIS/Cofins sobre os combustíveis, o que ainda precisaria ser votado no Senado. Ao mesmo tempo, foi aprovada a reoneração da folha de pagamento de 56 setores, a fim de balancear as perdas com o corte tributário, exigência da Lei de Responsabilidade Fiscal. O governo considera ainda o corte da CIDE sobre o diesel.
No dia 23 de maio, a Associação Brasileira dos Caminhoneiros (Abcam) afirmou que, até o dia 25, liberaria o transporte de remédios e carga viva. Não havendo um acordo entre a categoria e o governo até a data, haveria "paralisação total". A Abcam afirma representar cerca de 600 mil motoristas.
No dia 24, filas se formavam para abastecer em postos, que elevavam o preço da gasolina, e alguns alimentos faltavam em supermercados ao redor do país. Além disso, aeroportos enfrentavam desabastecimento de combustível, tendo que cancelar voos. O transporte público de algumas cidades foi impactado, bem como os serviços hospitalares. Quatro municípios decretaram situação de calamidade pública devido aos desabastecimentos, no Rio Grande do Sul. No mesmo dia, a Petrobras anunciou uma redução no preço dos combustíveis, o que fez as ações da empresa despencarem 15 por cento uma perda de 45 bilhões em valor de mercado. Ainda no dia 24, transportadoras se juntaram aos motoristas autônomos na paralisação.
Ao longo da semana, outras categorias também se uniram  à paralisação. Em São Paulo, aderiram os motoristas de vans; em Brasília e em Porto Alegre, os motoboys, bem como os motoristas do Uber. No Rio Grande do Sul, agricultores se somaram ao movimento. Alguns grupos, além das reivindicações principais, pediam intervenção militar.
No quinto dia de greve, o Aeroporto Internacional de Brasília começou a operar em "estado crítico". Em Brasília, onze regiões administrativas tiveram diminuição das frotas de ônibus, nove voos foram cancelados no Aeroporto de Brasília e a maioria dos postos de combustível da capital está sem estoque. Em São Paulo, o prefeito Bruno Covas decretou estado de emergência e pode apreender combustível. Segundo o portal G1, o estado de emergência pode evoluir para estado de calamidade pública. Municípios de quatro outros estados, dentre eles Porto Alegre e Campinas, também decretaram situação de emergência. Em entrevista ao SPTV, o prefeito disse que "Não é uma situação corriqueira. Não se trata de um problema menor. Amanhã talvez tenha problema no serviço funerário".
No Rio de Janeiro, a Prefeitura do município decretou estágio de atenção às 16h30min. Serviços como o BRT, ônibus normais, abastecimentos de alimentos e combustíveis estavam em estado de crise. No Centro de Abastecimento do Rio de Janeiro, os alimentos já estavam escassos, 90 por cento dos postos de combustíveis do estado estavam completamente vazios.
O Sincopetro afirmou que, em São Paulo, os postos de gasolina não possuem mais gasolina comum e etanol. Apenas diesel e gasolina aditivada podem ser encontrados na capital.
Ainda no quinto dia, os governos dos estados de Pernambuco e Sergipe, ambos da Região Nordeste, decretaram Situação de Emergência após o agravamento da crise em todos os setores.
Em uma reunião realizada no dia 26 de maio, no Rio de Janeiro, a Federação Única dos Petroleiros (FUP) decidiu aderir as paralisações, comunicando que a partir da 0h de 30 de maio, os trabalhadores pretendem parar as atividades por 72 horas, até às 23h 59min de 1.º de junho.

### Emprego das Forças Armadas

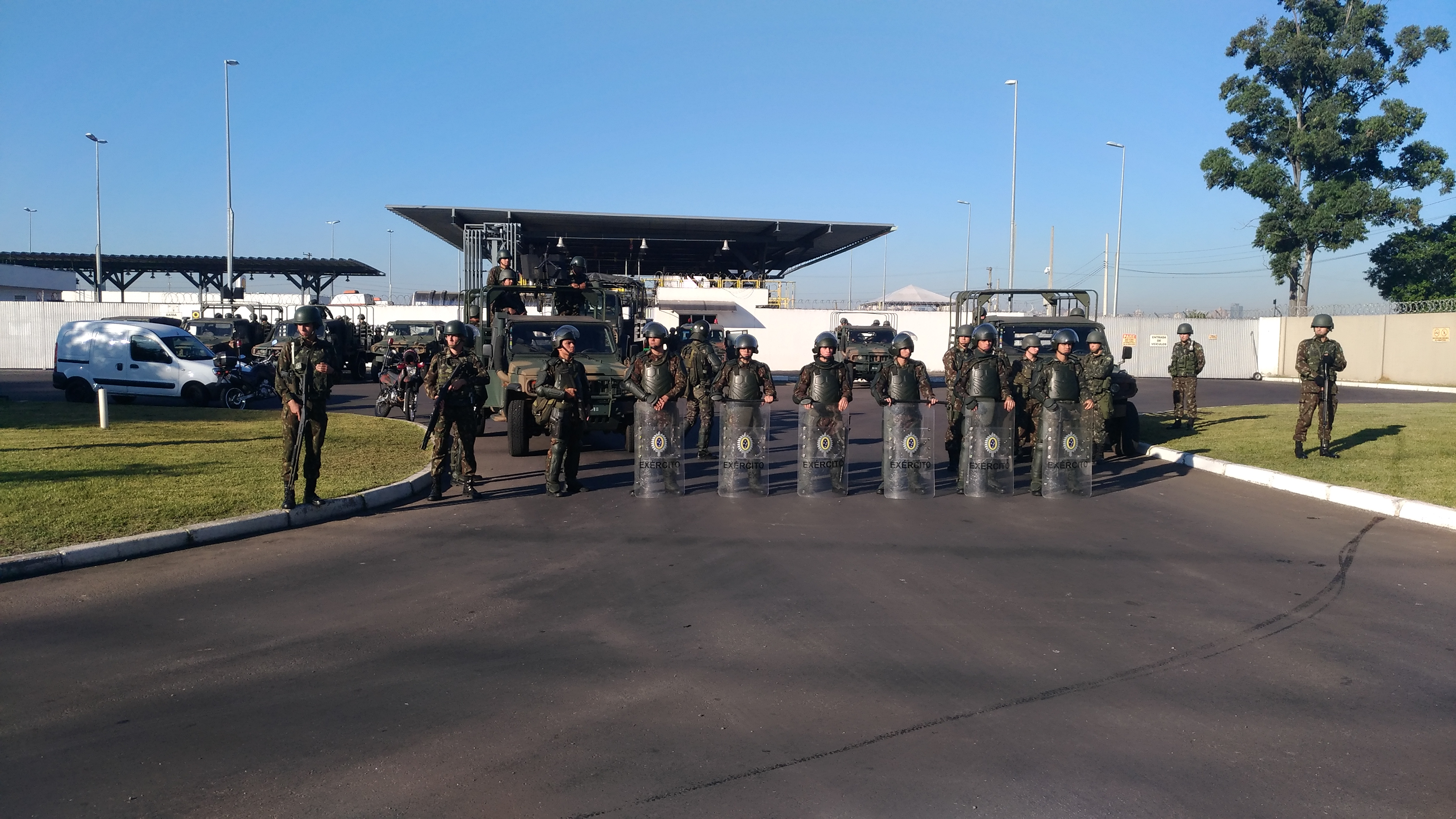
Exército aguarda chegada de combustível no Aeroporto Internacional Salgado Filho, em Porto Alegre, Rio Grande do Sul.

Em 25 de maio, diante da proporção que tomou o movimento da greve dos caminhoneiros, o presidente Michel Temer anunciou que usaria as Forças Armadas, através da Garantia da Lei e da Ordem (GLO), para a desobstrução das estradas no país. A decisão foi tomada em reunião emergencial com ministros. Segundo Temer, a situação estaria fora de controle e o governo deve mostrar que não tolerará abusos. Apesar de um acordo entre o Palácio do Planalto e líderes dos caminhoneiros para que a greve fosse suspensa imediatamente, fechado na noite do dia 24, os protestos continuaram no dia seguinte, causando transtorno. O acordo foi de 15 dias, com redução de dez por cento no preço do diesel.
Após a decisão do presidente, o Comandante do Exército, General Eduardo Villas Bôas, "determinou a imediata mobilização de todo o efetivo da força para ser empregada tão logo o presidente Michel Temer realize o pronunciamento anunciando formalmente a operação de desobstrução das ruas ocupadas pelo movimento de caminhoneiros". No mesmo dia, a Advocacia-geral da União (AGU) acionou o Supremo Tribunal Federal (STF) para que a greve dos caminhoneiros seja declarada ilegal. No mesmo dia, à tarde, a Abcam pediu que caminhoneiros retirem interdições nas rodovias.
Ainda em 25 de maio, o ministro do STF Alexandre de Moraes concedeu uma liminar autorizando o uso das forças de segurança pública para o desbloqueio de rodovias ocupadas por caminhoneiros grevistas, atendendo assim a um pedido do governo federal.

## Linha do tempo

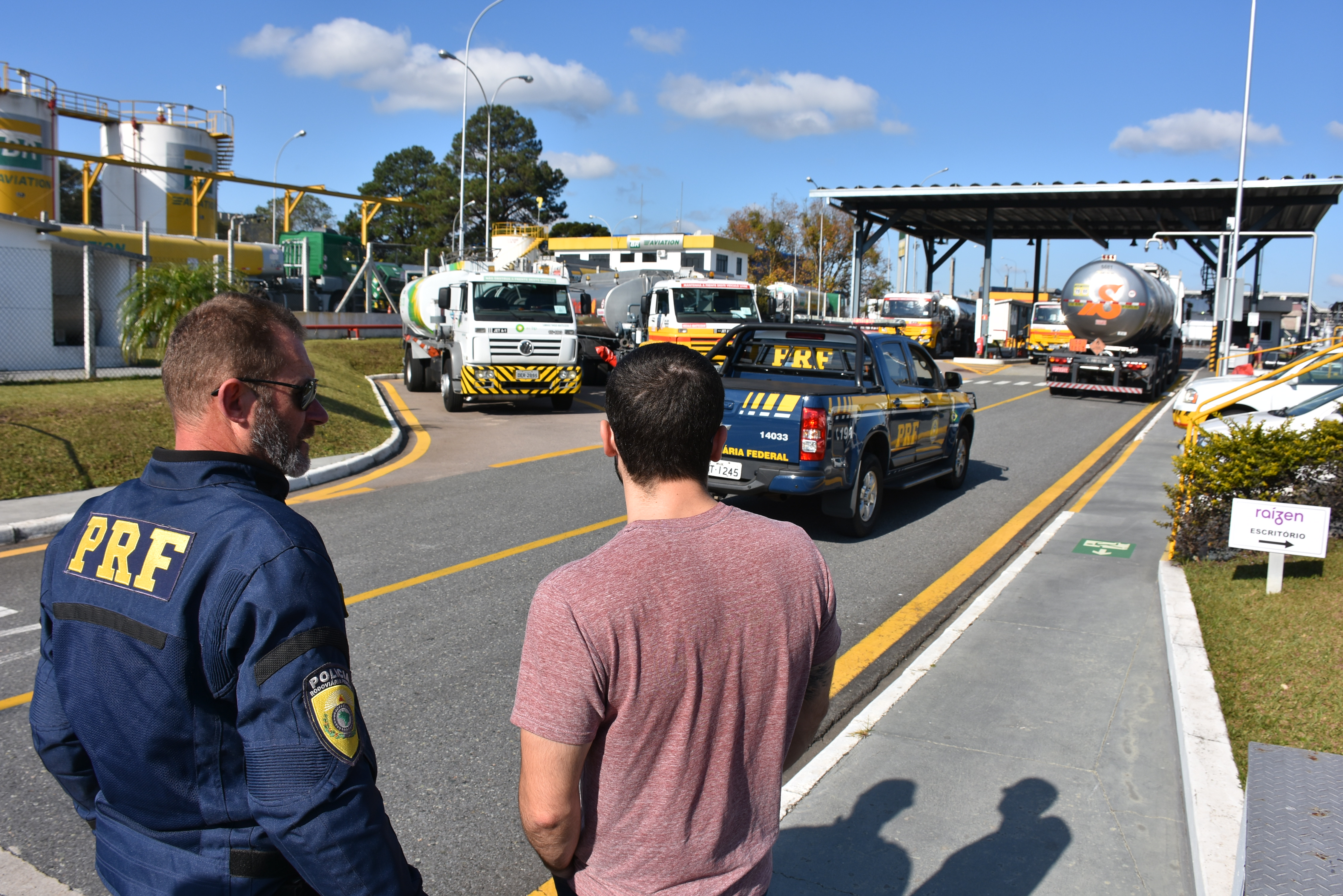
A Polícia Federal escolta caminhões de combustíveis para garantir a entrega a aeroportos.

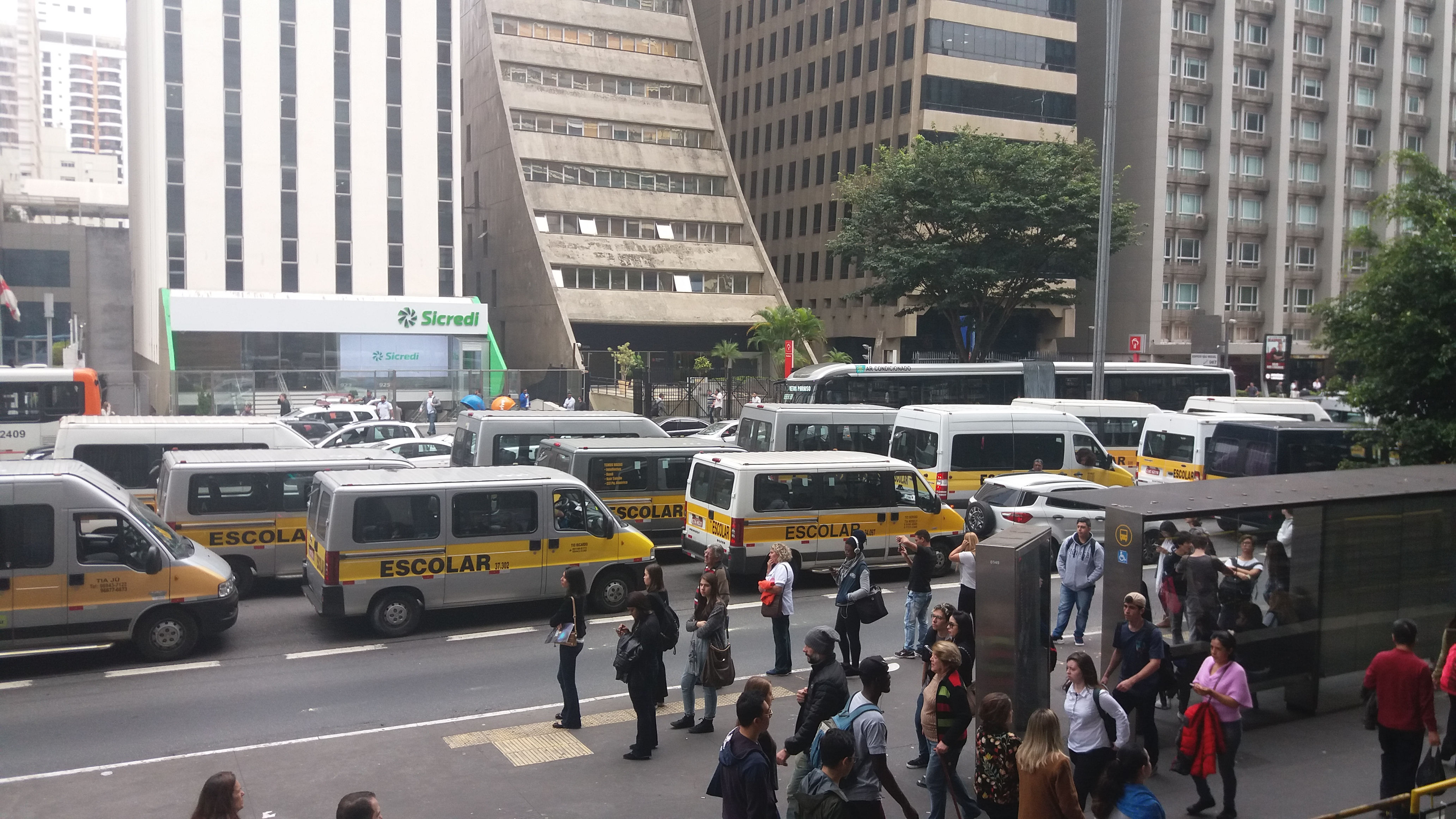
Protesto de motoristas de transporte escolar em apoio a caminhoneiros paralisa a Avenida Paulista, em 25 de maio.

18 de maio - os caminhoneiros fazem anúncio de greve por tempo indeterminado a partir do dia 21 de maio, caso o governo federal não reduza a zero a carga tributária sobre o diesel (PIS/Cofins).
19 de maio - a Petrobras eleva os preços do diesel em 0,80 por cento e os da gasolina em 1,34 por cento nas refinarias, apresentando como justificativas o aumento internacional dos preços do petróleo e a nova política de preços da empresa, o Preço de Paridade de Importação.
20 de maio - a Justiça Federal proíbe o bloqueio total de estradas federais por caminhoneiros no Paraná. A ação foi movida pela Advocacia-Geral da União (AGU) a pedido da Superintendência da Polícia Rodoviária Federal (PRF).
21 de maio - os primeiros bloqueios ocorrem em 17 estados e o governo anuncia uma reunião.
22 de maio - os protestos passam a atingir 24 estados. A maioria dos atos impede a passagem dos caminhões, mas permite a passagem de carros e outros veículos. Os primeiros efeitos começam a ser sentidos. Grandes montadoras anunciam que vão reduzir suas produções. A Petrobras reduz o preço dos combustíveis para as refinarias. O ministro da Fazenda, Eduardo Guardia, anuncia que o governo fez um acordo para zerar um dos impostos sobre o diesel e que acabará, em 2020, com a desoneração da folha em todos os setores.
23 de maio - os protestos provocaram desabastecimento, paralisação de exportações e efeitos em várias áreas: linhas de ônibus foram reduzidas pelo país, Correios suspendem postagens, a produção em ao menos 129 frigoríficos e abatedouros foi paralisada, e houve falta de hortifrutigranjeiros. Temer afirma que pediu "trégua" de dois ou três dias aos caminhoneiros para encontrar uma "solução satisfatória". A Petrobras anuncia redução de 10 por cento no diesel; medida deve valer por 15 dias.
24 de maio - a calamidade está instaurada. O ministro da Casa Civil, Eliseu Padilha, anunciou que conseguiram chegar a um acordo e que suspenderiam a greve nacional por 15 dias. Duas entidades que representam autônomos, a União Nacional dos Caminhoneiros e a Associação Brasileira dos Caminhoneiros (Abcam), não corroboram o acordo.
25 de maio - A lista de aeroportos que ficaram sem combustível aumenta. A falta de combustível limita circulação de ambulâncias e cancela cirurgias em alguns estados. As universidades federais suspenderam aulas por causa da greve. Temer aciona as Forças Armadas através de Operação de Garantia da lei e da ordem para desbloquear as estradas. A PF apura se houve prática de crimes na greve. A Advocacia-Geral da União (AGU) aciona o Supremo Tribunal Federal para que a greve seja declarada ilegal.
26 de maio - O ministro Carlos Marun afirmou que o governo começará a aplicar multas no valor de cem mil reais por hora parada aos empresários do transporte. Em nota o governo alegou convicção de estar havendo a prática de locaute por parte de empresários do transporte e abriu inquéritos junto à Polícia Federal. Ainda durante o dia haviam 596 pontos ativos de bloqueios pelo país.
27 de maio - Petroleiros começam a aderir as paralisações e a realizar protestos, como na Refinaria Presidente Getúlio Vargas, no Paraná.
28 de maio - O índice Ibovespa abriu em forte queda na manhã. O principal índice da Bolsa registrou queda de 2,45 por cento sendo negociado na casa dos 77 mil pontos. Já o dólar se valorizou e chegou a 3,70. No oitavo dia de greve os maiores impactos foram no transporte público e nas aulas, nas capitais.
29 de maio - A Polícia Federal abriu 48 inquéritos para investigar a ocorrência de locaute na paralisação dos caminhoneiros e encaminhou vários pedidos de prisão, mas todos até agora foram negados pela Justiça.
30 de maio - Um caminhoneiro de 70 anos morre durante a tarde com uma pedrada na cabeça perto de um ponto de manifestação dos grevistas na BR-364, em Vilhena, Rondônia.
31 de maio - Na quinta-feira, a maioria dos estados amanheceu sem bloqueios ou protestos nas estradas. Chegaram a ser registrados atos em cinco estados, mas eles foram encerrados ao longo da manhã. Até o final do dia, um grupo de caminhoneiros mantinham protesto apenas no Porto de Santos.
1º de junho - Encerrada a greve no Porto de Santos. Com o agravamento da crise, o presidente da Petrobras, Pedro Parente, pede demissão. A empresa perdeu 40 bilhões de reais em valor de mercado no dia da demissão.
2 de junho - O nome de Ivan Monteiro é anunciado para ocupar a presidência da Petrobras.

## Impactos

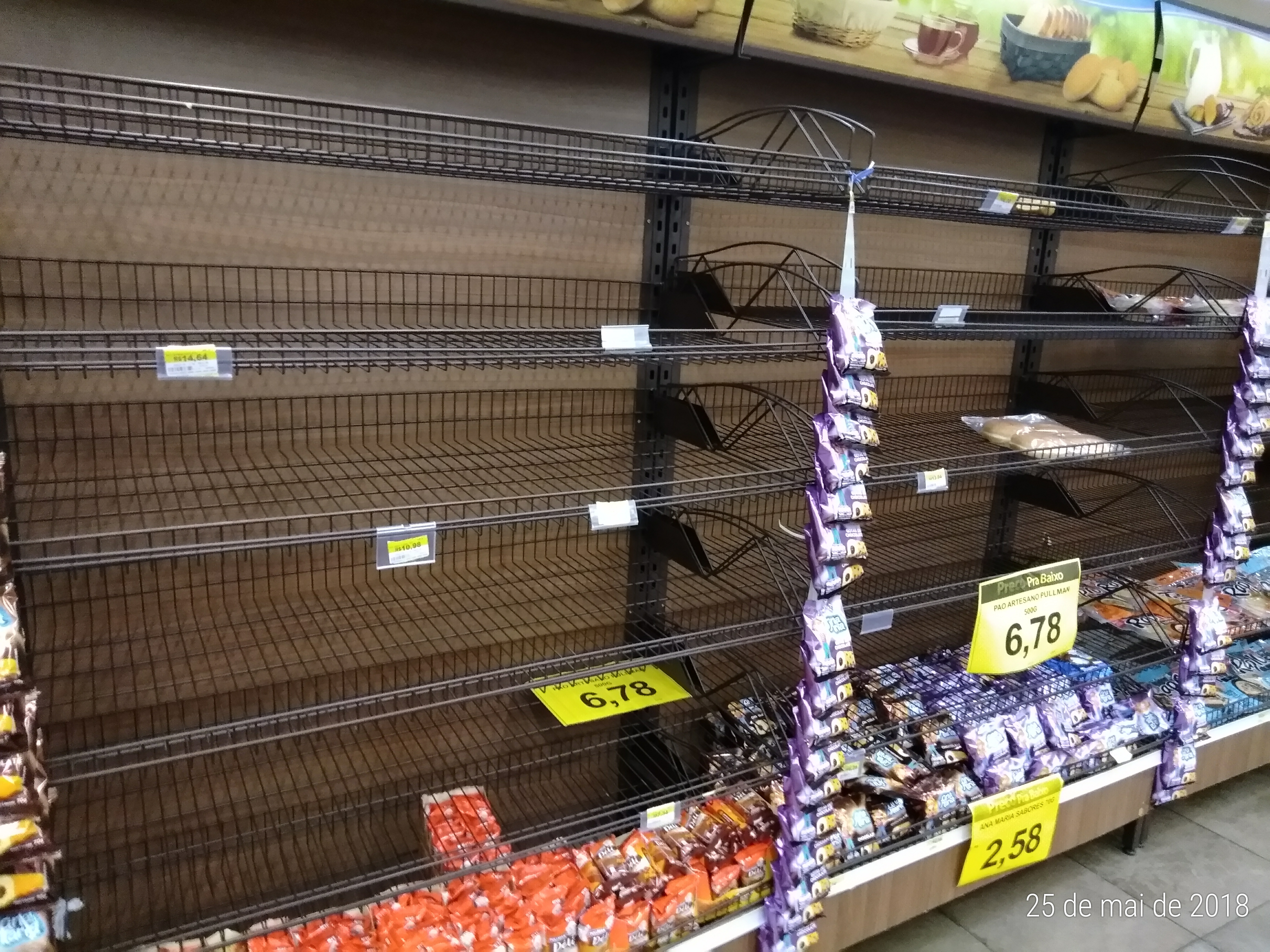
Escassez de pães industrializados em prateleiras de supermercado em Porto Alegre

Segundo estimativas de Paulo Feldman, professor da Faculdade de Engenharia de Alimentos da USP, o custo fiscal do acordo é inicialmente de 8 bilhões de reais, bancados pelo contribuinte através de corte de impostos e compensação da Petrobras. Feldman fez uma estimativa preliminar de que os distúrbios causados pela greve geraram perda de produção econômica de pelo menos 30 bilhões de reais. "Causou um impacto muito grande na economia, mas o pior problema é o mau exemplo que foi dado. Não se pensou no bem do Brasil, mas em atender interesses corporativos. Ficou claro que é um governo que cede às pressões de qualquer grupo que conseguir fazer alguma agitação", avaliou.
No quinto dia de greve, ficaram sem combustível os aeroportos de Recife (PE), Maceió (AL), Goiânia (GO), Vitória (ES), Palmas (TO), Ilhéus (BA), Uberlândia (MG), Carajás (PA), São José dos Campos (SP) e Juazeiro do Norte (CE), que são administrados pela Infraero. Entre os aeroportos privatizados, o de Brasília está sem combustível, e os de Belo Horizonte e Porto Alegre estão em situação crítica.
- Falta de combustível nos postos.[22][108]

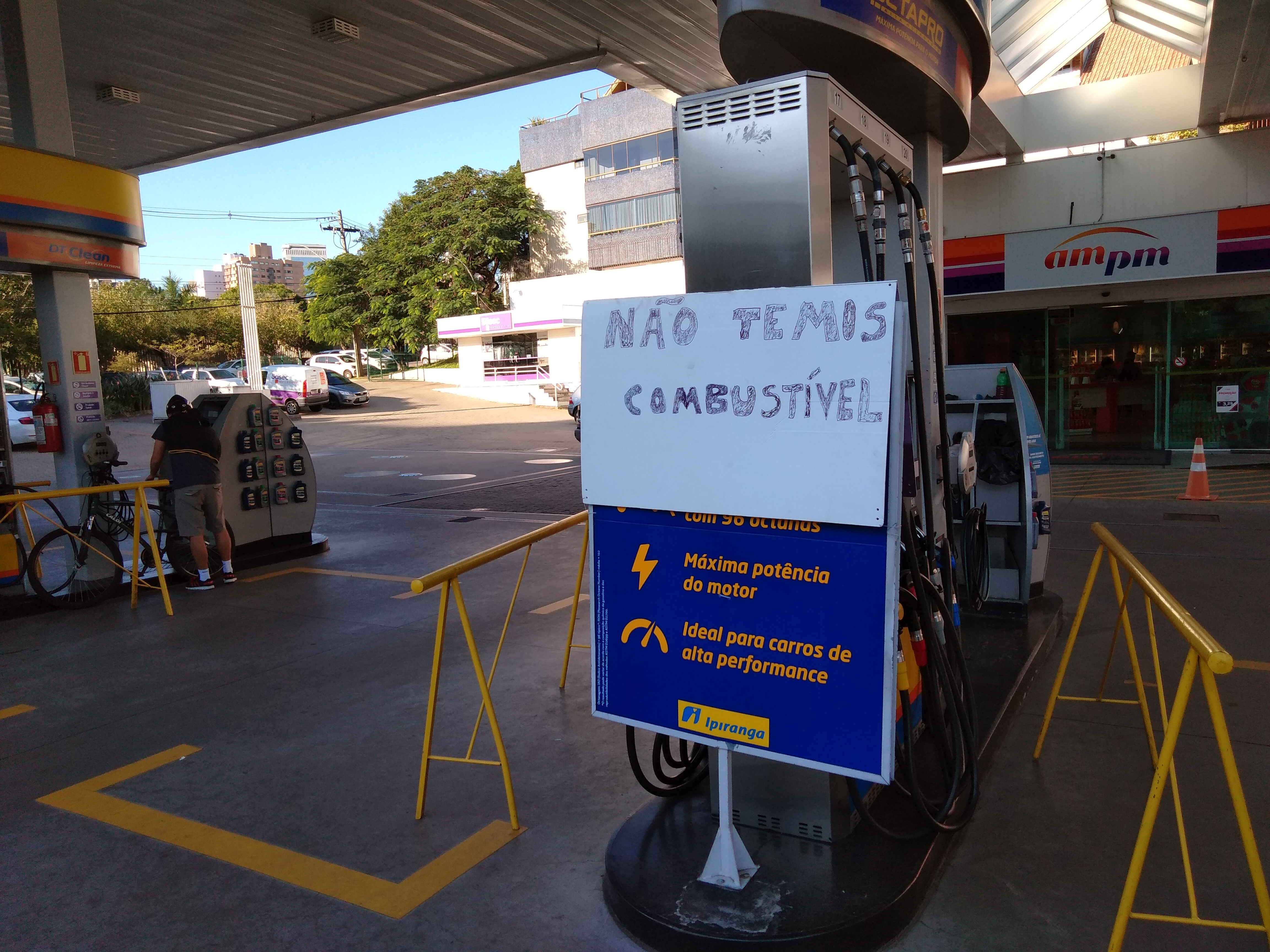
Cavaletes e avisos indicam a falta de combustíveis.

- Aeroportos operando em estado crítico; vários voos cancelados.[28][109]
- Falta de abastecimento de alimentos em várias regiões e consequente aumento nos preços dos produtos alimentícios remanescentes.[110][111]
- Impacto nas exportações.[112]
- Suspensão de aulas em escolas e universidades.[25][26]
- Segunda fase da prova da OAB suspensa.[27]
- Relatos de falta de produtos em supermercados, principalmente hortifrutigranjeiros.[60]
- Suspensão de procedimentos em hospitais por conta de falta de medicamentos.[60]
- Paralisação de produções em fábricas: 19 montadoras de automóveis estão sem atividades.[60]
- Descarte de leite por parte de produtores por ser um alimento perecível.[60]
- Ônibus circulam com frota reduzida.[113]
- Risco de desabastecimento de água potável no Distrito Federal por falta de insumos para o tratamento.[114]
- A Associação Brasileira de Proteína Animal (ABPA) calculou, no dia 29 de maio, que  1 bilhão de aves e 20 milhões de suínos poderão morrer por falta de ração no campo.[115]

Segundo a estimativa de diferentes setores, até o dia 27 de maio a paralisação já teria causado prejuízos de dez bilhões de reais. No caso dos laticínios, cujas imagens de derramamentos nas rodovias pelos produtores receberam destaque na mídia, o prejuízo seria de 1,1 bilhão de reais, segundo a Confederação Nacional de Agropecuária.
Em maio a produção industrial caiu em 14 de 15 estados pesquisados pelo IBGE, que atribui a paralisação como o principal motivo da queda. Em média, a queda foi de 10,9%.
Por conta da falta de abastecimento, uma pizzaria de Águas Claras, no Distrito Federal, passou a aceitar a gasolina como forma de pagamento durante o tempo da greve.

## Tentativas de acordo

### Com o governo federal
Na noite de 24 de maio, após uma reunião de mais de seis horas com representantes de entidades de caminhoneiros, os ministros Eliseu Padilha (Casa Civil), Carlos Marun (Secretaria de Governo), Eduardo Guardia (Fazenda) e Valter Casimiro (Transportes) anunciaram uma proposta de acordo para suspender a paralisação. O acordo custará cinco bilhões de reais ao governo federal. No entanto, em 25 de maio de 2018, os protestos continuaram em mais de 20 estados e no DF. Os caminhoneiros aguardam aprovação de proposta que foi encaminhada ao Senado.
Em 25 de maio, a Abcam divulgou nota de repúdio ao acordo realizado entre o Governo Federal e as outras entidades representativas do transporte rodoviário. No texto, a entidade diz que procurou o presidente Michel Temer em duas ocasiões – a primeira delas em outubro de 2017 – para discutir o alto preço do óleo diesel, que "representa cerca de 42 por cento do custo do transportador" e que já havia comunicado a intenção da categoria de realizar uma paralisação. "Sem respostas, a entidade iniciou o processo de mobilização da categoria por meio de suas lideranças e redes sociais", afirmou a nota.
As ações acordadas pelo governo até o dia 26 teriam um impacto de 7,4 bilhões de reais nos cofres da União – parte seria o custo advindo do subsídio ao diesel, parte seria a diminuição da receita advinda da isenção tributária. Os recursos adicionais seriam obtidos através de crédito extraordinário, sendo que o controle artificial de preços teria um custo de 4,9 bilhões de reais ao contribuinte. Flávia Limmer, professora de Direito da PUC-Rio, opina que a política de preços da Petrobras deveria ser mantida, e que a solução para a redução do preço dos combustíveis deveria vir a partir de uma redução tributária.

### Com os Estados
No Rio de Janeiro, o governador Luiz Fernando Pezão anunciou redução de 16 para 12 por cento do Imposto sobre Circulação de Mercadorias e Serviços (ICMS) do diesel em troca da suspensão do movimento nas rodovias do estado.
Em 26 de maio, o governador de São Paulo, Márcio França, anunciou ter chegado a um acordo com a categoria, prometendo fim da cobrança do pedágio sobre eixo suspenso, cancelamento de multas aplicadas aos grevistas, desconto no IPVA em 2019, inclusão de um representante da categoria na agência que regula preços de transporte e garantia de o desconto de dez por cento nas refinarias chegar aos pontos.

## Acordo
Na noite do dia 27 de maio, o presidente Michel Temer anunciou a redução do preço do diesel em quarenta e seis centavos por litro na bomba, que este preço permaneceria constante por sessenta dias e que novos reajustes seriam mensais. Além disso, foram publicados em edição extra do Diário Oficial da União três medidas provisórias atendendo exigências dos caminhoneiros. A primeira determina que pelo menos trinta por cento das contratações de frete feitas pela Companhia Nacional de Abastecimento sejam de caminhoneiros autônomos e através do intermédio de cooperativas. A segunda estabelece preços mínimos para os fretes. A terceira isenta os caminhões trafegando vazios em rodovias concessionadas federais, estaduais ou municipais de pagar pedágio sob eixo suspenso.
O acordo não causou consenso entre os líderes sindicais.
No dia 28 de maio, segundo o presidente da Associação Brasileira dos Caminhoneiros, José da Fonseca Lopes, de setenta a oitenta por cento dos manifestantes já haviam se retirado dos pontos de obstrução, e esperava a desmobilização até o final do dia seguinte. Lopes criticou também aqueles que permaneciam em manifestação para os fins políticos de derrubar o presidente Michel Temer e defender a intervenção militar no Brasil.
O diretor do Sindicato dos Transportadores Rodoviários Autônomos de Bens da Baixada Santista e Vale do Ribeira (Sindicam), José Cícero Rodrigues, afirmou que a greve só terminaria quanto a Petrobras confirmasse que do preço do diesel não voltaria a ter reajustes consecutivos.
O diretor do Sindicato dos Transportadores Autônomos de Carga de Ijuí (Sinditac-Ijuí), Carlos Alberto Litti Dahmer, afirmou que orientou que cada um tomasse suas próprias decisões e afirmou que não mais há controle nem confiança no governo.

## Repercussões

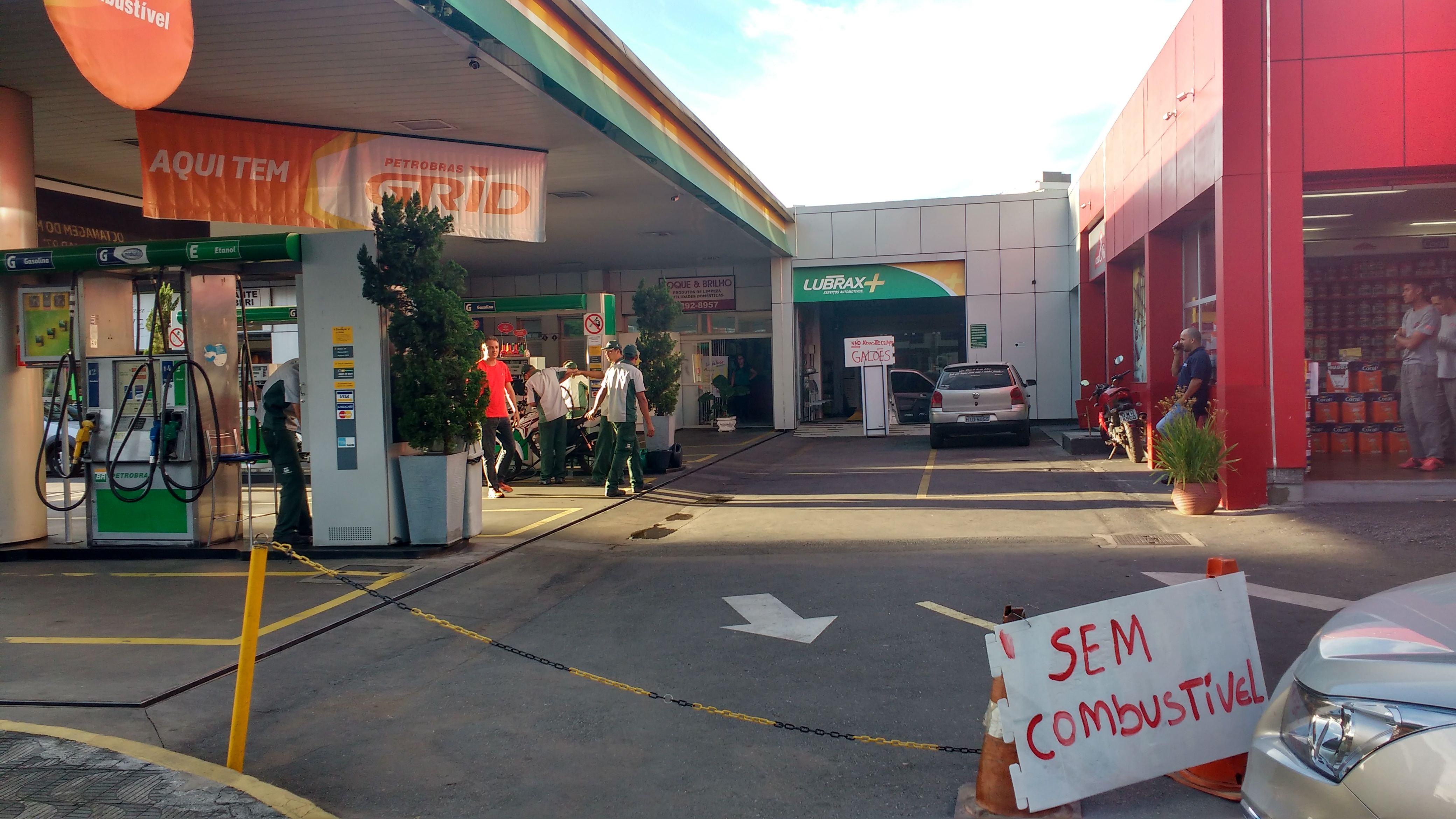
Posto de gasolina em Belo Horizonte durante a greve, com placa indicando estar sem combustível.

A greve dos caminhoneiros recebeu cobertura nacional e internacional.

### Senado Federal
Na tribuna, alguns senadores atacaram duramente o presidente da Petrobras, Pedro Parente, pedindo a demissão do executivo. Os ataques mais duros foram desferidos pelo primeiro vice-presidente do Senado, Cássio Cunha Lima (PSDB-PB), que chegou dizer que Parente age com "arrogância", ao se recusar a alterar a política de preços da Petrobras. O senador foi alvo de críticas do jornalista Reinaldo Azevedo, que considerou Parente como responsável pela recuperação da Petrobras.
José Maranhão (MDB-PB) disse que Parente estipulou uma política que é "contrária aos interesses do país". O senador lembrou que o governo, por ser acionista majoritário da Petrobras, tem mais o poder de estabelecer uma política de preços da companhia. E disse que não existe "um diretor da Petrobras com poderes absolutos que se sobrepõe ao poder do dono da empresa".

### Partidos políticos e sindicatos
- Alguns partidos políticos como o Partido Comunista Brasileiro (PCB),[46] o Partido da Causa Operária (PCO) e o Partido Socialismo e Liberdade (PSOL) se colocaram ao lado dos trabalhadores grevistas, enxergando neles uma oposição às recentes políticas levadas a cabo pela administração de Pedro Parente na Petrobrás.[44][45]
- A Central Única dos Trabalhadores (CUT) e outras centrais posicionaram-se a favor do protesto, não obtendo no entanto forte apoio dos caminhoneiros nem da associação que os representam, a Abcam.[5][134]
- A Confederação Nacional do Transporte (CNT) disse em nota que "não participa, não incentiva e não apoia paralisações de caminhoneiros". A instituição diz ainda que não tem conhecimento de participação de empresas no movimento grevista e, se houver, o empresário responsável deverá ser punido.[135]
- O Ministro de Segurança Pública Raul Jungmann expressou que há indícios de aliança entre os caminhoneiros e as empresas de transporte, a fim de diminuir o preço do diesel. O governo investiga se há de fato a prática de locaute.[42][136] Embora manifestantes e companhias neguem, tal hipótese será investigada pelo Conselho Administrativo de Defesa Econômica e pela Polícia Federal.[43]

### Pré-candidatos à presidência da República
Alguns pré-candidatos à eleição presidencial naquele ano se pronunciaram:
- Álvaro Dias (PODE) declarou apoio à greve dos caminhoneiros.[137] Afirmou também que os protestos não podem ser desprezados.[47] "[É uma revolta] de toda uma nação, a sociedade brasileira está cansada da incompetência generalizada dos governos e dos governantes, cansada da corrupção e da impunidade como regra e exige mudanças nos rumos do nosso país."[49]
- Geraldo Alckmin (PSDB) pronunciou-se: "Em momentos de grande volatilidade de preço de petróleo, uma das alternativas é ter colchão tributário, que você possa reduzir e, com isso, minimizar, diminuir um pouco o impacto dessas variações". Mas, ponderou, a CIDE "foi muito reduzida, então hoje o impacto é pequeno". "O governo está estudando a questão do PIS/Cofins", completou Alckmin.[50]
- Marina Silva (REDE) afirmou que o governo Michel Temer errou ao não se antecipar a crise.[48] Marina ainda criticou a Petrobras. "Você segue a lógica de mercado, porque fazendo no olho do furacão com a pressão política, a mensagem que passou externamente é que a Petrobras não está se comportando de acordo com as regras do mercado", disse Marina.[49]
- Ciro Gomes (PDT) declarou em seu Twitter que "alta dos combustíveis é uma aberração" e criticou a Petrobras.[47]
- Manuela d'Ávila (PCdoB) afirmou por meio das redes sociais que falta legitimidade ao governo de Michel Temer e isso o impede de ter autoridade diante dos grevistas.[49]
- Paulo Rabello de Castro (PSC) afirmou que para solucionar a crise é preciso "criar um fundo de estabilização gerenciado fora do ambiente de Governo". O ex-presidente do BNDES defendeu ainda uma reforma tributária.[47]
- João Amoêdo (NOVO) defendeu a privatização da Petrobras, o corte de gastos do governo, a redução de impostos em todos os setores e o investimento em novos meios de transporte e fontes de energia.[47]
- Jair Bolsonaro (PSL) apoiou a greve, mas condenando os bloqueios: "O bloqueio de estradas não é salutar. Parar os caminhões, 100% apoio meu. Mas para bloquear estradas não tem meu apoio".[138] No dia 29 de maio de 2018, o deputado defendeu o fim da greve. Segundo Bolsonaro – que inicialmente apoiou a greve – ela tinha chego ao ápice e deveria acabar.[139]

### Internacional
Em 25 de maio, o governo dos Estados Unidos emitiu um alerta para os americanos em território brasileiro para que façam estoques de bens domésticos, como comida e água, assim como combustíveis, além de se verificar as condições das estradas antes de viajar de carro e de se conhecer as rotas que levem para fora dos limites da cidade. E ainda avisou que poderia demorar um pouco para a situação voltar aos níveis normais, após o fim da greve, em locais mais distantes dos centros.
Também em 25 de maio a Anistia Internacional condenou o uso de força contra protestos de caminhoneiros e que a  declarou em nota “a autorização e convocação do uso das Forças Armadas para desocupar as rodovias obstruídas por caminhoneiros em greve é extremamente preocupante. O papel das Forças Armadas não é atuar em protestos, manifestações e greves. A liberdade de expressão e manifestação são um direito humano”. O jornal francês Le Monde também criticou o uso do Exército para desbloquear as estradas e disse que "a crise expõe a fragilidade do governo do Presidente Michel Temer".

### Outras repercussões
- O cantor Roberto Carlos defendeu, em uma apresentação em São José do Rio Preto, a greve dos caminhoneiros.[143] Em um breve discurso, declarou apoio à categoria e se referiu aos trabalhadores como "nossos heróis", sendo aplaudido pelo público.[144]
- O ator Alexandre Frota também entrou em defesa dos caminhoneiros e apoiou-os na Régis Bittencourt. Frota ainda disse que "se tiver que ser com intervenção militar que seja".[145]
- A apresentadora Xuxa apoiou em suas redes sociais a greve. "Eu estou de corpo e alma com os caminhoneiros …. não desistam”, disse.[146]
- A jornalista Rachel Sheherazade criticou a greve, considerando-a como "irresponsável" e "absurda".[147]
- Técnicos de futebol lamentaram a permanência de jogos do Campeonato Brasileiro durante a greve.[148]